# Eterm
Eterm è emulatore di terminale VT102 a colori, inteso come sostituto del più famoso xterm. Viene progettato secondo la filosofia "Freedom of Choice", lasciando il più possibile potenza, flessibilità e libertà nelle mani dell'utente. Eterm è progettato per essere di bell'aspetto e per funzionare correttamente, pur essendo meno avido di risorse rispetto ad altri emulatori e mantenendosi veloce ed efficiente.
L'emulatore di terminale Eterm viene sviluppato per Linux, Solaris, HP-UX, AIX, FreeBSD e Unix ed è funzionante con qualsiasi window manager, tra i quali AfterStep, Blackbox, 4DWM, CDE, KDE, GNOME, fvwm, twm e soprattutto Enlightenment.